# Santa María del Mercadillo
Santa María del Mercadillo – gmina w Hiszpanii, w prowincji Burgos, w Kastylii i León, o powierzchni 30,21 km². W 2011 roku gmina liczyła 136 mieszkańców.